# Педру V (Португалия)
Педру V Португалски (на португалски:Pedro V de Portugal) наричан Надеждния(на португалски:Pedro o Esperançoso) е крал на Португалия от 1853 до смъртта си 8 години по-късно.

## Произход
Той е син на кралица Мария и нейния съпруг е Jure uxoris крал на Португалия Фердинанд.

## Управление
След възкачването си на престола, Педру V се проявява като привърженик на модернизацията, насърчавайки развитието на португалската държава. По време на неговото управление из страната са построени пътища, телеграфи и железопътни линии. Обръща се значително внимание на общественото здраве.
Популярността му нараства, когато по време на епидемия от холера лично посещава болници и разговаря с пациенти.

## Брак
През 1858 се жени за принцеса Стефани Хоенцолерн-Зигмаринген(1837—1859) — дъщеря на пруския княз Карл Антон фон Хоенцолерн-Зигмаринген (1811—1885) и Йозефина Фредерика Луиза фон Баден (1813—1900). . Бракът им е щастлив, но тя умира от дифтерия една година по-късно. Деца от брака няма. Ранната смърт на съпругата поставя Педру в жестока меланхолия, от която той не излиза до смъртта си.

## Смърт
Педру V умира в 1861 от холера, без да се жени повторно и без да остави каквото и да е потомство. На португалския трон е наследен от брат си Луиш I.